# LogMeIn Hamachi
LogMeIn Hamachi je software pro vytvoření vlastní virtuální privátní sítě v síti Internet – VPN.
Po nainstalování se vytvoří ovladač, který vytvoří nové připojení k lokální síti.
Po připojení počítače k síti Hamachi přidělí jedinečnou interní IP adresu ve tvaru 25.X.X.X (dříve 5.X.X.X) a všechny počítače připojené do stejné virtuální sítě mezi sebou komunikují, jako by byly v klasické síti LAN. Daná vytvořená IP adresa je veřejná a lze na ni tedy přistupovat odkukoliv z interní sítě v programu Hamachi. Tato výhoda umožňuje například sdílet soubory, složky, FTP a tiskárny všech připojených PC v síti. Každá síť má svůj název a je chráněna heslem, které určí ten, kdo síť vytváří.
Rychlost přenosů v síti je přímo závislá na kvalitě připojení jednotlivých PC k internetu. Komunikace v síti je velice dobře šifrována a probíhá na bázi UDP a P2P, k pospojování jednotlivých klientů je nicméně používán centrální server. Hamachi otevírá další možnosti hraní multiplayer her určených pro LAN přes Internet.
Program ocení především uživatelé s neveřejnou IP adresou, kteří například nemohou sdílet data nebo ovládat své PC přes Internet. Tyto možnosti jsou otevřené, pouze pokud je uživatel na obou počítačích připojen do stejné sítě. Počet sítí, do kterých se lze připojit, je takřka neomezený.

## Licence
Program Hamachi je nabízen v edici zdarma pro nekomerční užití s omezením VPN sítě na pět uživatelů+VY. Placená verze nemá počet uživatelů omezen a nabízí více funkcí.